# بت‌دیو
بت دیو یا بوئیتی یا بوتی برپایه اسطوره‌های مزدیسنا نام یکی از دیوها است. در بندهش آمده است که :«بُت دیو آن است که او را به هندوستان پرستند و...». در ادبیات پهلوی این دیو را با بودا یکی‌گرفته‌اند.
این دیو که بدان بوت یا بود هم می گویند، در اوستا، بویتی نامیده شده و کار او تباه کردن است. بوت از دشمنان زرتشت است و اینکه در بندهش به نیایش بوت در هندوستان اشاره شده، شاید برداشتی از کارکرد بت یا بت پرستی باشد.
واژهٔ بوئیتی سه بار با واژهٔ دیو یک جا آمده‌است. دارمستتر بدون هیچ دلیل محکمی مایل است آن را با بودا یکی بداند. از معنی فقرات وندادید بر می آید که بوئیتی دیوی است که مردم را به بت پرستی وادار می کند. در تفسیر پهلوی وندیداد بوئیتی دیو، بت شیدا ترجمه شده که در فارسی به معنی آشفته و دیوانه است.

## واژه‌شناسی
این نام در پارسی میانه but و در اوستایی -būti آمده است. این نام در اوستا معنای روشنی ندارد.